# Коломбарола (Пјаченца)
Коломбарола је насеље у Италији у округу Пјаченца, региону Емилија-Ромања.
Према процени из 2011. у насељу је живело 41 становника. Насеље се налази на надморској висини од 63 м.